# Jan Koszkul
Jan Koszkul (ur. 6 stycznia 1930 w Dourdan, zm. 11 września 2010) – polski działacz partyjny i państwowy, regionalista oraz pedagog, w latach 1975–1979 wicewojewoda nowosądecki, były I sekretarz Komitetu Miejskiego PZPR w Nowym Sączu.

## Życiorys
Syn Stanisława i Rozalii. Urodził się we Francji, gdzie jego rodzice wyemigrowali w celach zarobkowych, w 1931 powrócili do rodzinnych Barcic. Ukończył szkołę podstawową w Starym Sączu i liceum pedagogiczne, a następnie studia prawnicze na Uniwersytecie Jagiellońskim.
Pracował początkowo jako nauczyciel i kolejarz, później był sekretarzem w Radzie Narodowej i działaczem administracji lokalnej. W 1954 wstąpił do Polskiej Zjednoczonej Partii Robotniczej. Od 1962 do 1972 był sekretarzem ds. propagandy w Komitecie Powiatowym PZPR w Nowym Sączu, w latach 70. przewodniczył Prezydium Miejskiej Rady Narodowej w Nowym Sączu. W 1975 został członkiem egzekutywy i I sekretarzem Komitetu Miejskiego PZPR w tym mieście. Od czerwca 1975 do ok. czerwca 1979 pełnił funkcję wicewojewody nowosądeckiego. W latach 1984–1988 był przewodniczącym Rady Miasta i Gminy Starego Sącza, kierował też Miejską Radą Narodową w tym mieście. Od lat 80. do śmierci był prezesem Towarzystwem Miłośników Starego Sącza, kierował też Muzeum Regionalnym w Starym Sączu. Zajmował się ochroną zabytków i popularyzacją regionu, pomagał w wydaniu drugiego tomu Historii Starego Sącza i Przewodnika po Starym Sączu.
Był żonaty, miał syna. Zmarł po długiej chorobie. 13 września 2010 pochowany na cmentarzu w Starym Sączu.

## Odznaczenia
Wyróżniono go odznaką honorową „Zasłużony dla Kultury Polskiej” oraz odznaką „Zasłużony dla Ziemi Sądeckiej” (2005).